# Schluisee
Der Schluifelder See, auch Schluisee, war ein Toteis- und Moorsee im Norden der Gemeinde Wörthsee in Deutschland. An seiner Stelle befindet sich seit Trockenlegungsbemühungen Ende des 19. Jahrhunderts das Schluifelder Moos.
Der See befand sich im größten Toteisbecken des nördlichen, würmeiszeitlichen Ammerseegletschers.
Der Name ist ein Flurname und wurde im 9. Jh. als Sluegesvelt erstmals verschriftlicht. Um 1400 soll der See etwa 128 Tagwerk (0,43 km²) groß gewesen sein. Seine Fläche verringerte sich danach im Laufe der Zeit wohl durch Verlandung. Die Karte Philipp Apians stellt den See 1566 nur unwesentlich größer als den nahen Weßlinger See (0,17 km²) dar. Eine Karte Anfang des 19. Jahrhunderts zeigt den Schluifelder See jedoch noch etwas größer als den Weßlinger See. 1815 soll seine Fläche noch 65 Tagwerk (0,22 km²) betragen haben.
Um Ackerland zu gewinnen, verbreiterte und vertiefte man 1815 den Abfluss des Sees. Er schrumpfte infolgedessen zwar auf 36 Tagwerk (0,12 km²), doch war das gewonnene Land unfruchtbar. Ein Moorgürtel umschloss ihn fast vollständig, nur auf der östlichen Seeseite gab es noch einen Seezugang mit festem Grund. Der See war so seicht geworden, dass man weit hineingehen musste, damit das Wasser bis zu den Knien reichte. Trotzdem galt er noch als fischreich.
In den achtziger Jahren des 19. Jahrhunderts verstärkte man erneut den Abfluss des Sees, um den See endgültig trockenzulegen. Nachdem der Seespiegel um weitere zwei Meter abgesunken war, galt die Entwässerung 1889 amtlich als abgeschlossen. Im Ergebnis scheiterte aber die Trockenlegung. Der See war zu einem Moor geworden: „Torfmoore breiten sich auf der früheren Seefläche [aus], Schachtelhalme, Binsen mit Schilf, Wassermoose und Borstengräser bilden eine schwimmende Decke über dem kaum sichtbaren Sumpfwasser.“
Im 20. Jahrhundert überlegte man wieder, die Fläche trockenzulegen. Diesmal, um Siedlungsraum zu schaffen. Schlussendlich setzte sich aber die Einsicht durch, dass das Schluifelder Moos ein schützenswerter Naturraum ist. Seit 1954 steht es unter Naturschutz, 1986 wurde es zum Naturschutzgebiet erklärt. Das Moor ist nicht nur Rückzugsgebiet seltener Pflanzen und Lebensraum von über siebzig Vogelarten. Es gehört zu der in Bayern seltenen Moorart, bei der die Oberfläche des Moors auf einer Wasserblase schwimmt (Schwimmrasen). Das Moor befindet sich auf einer Höhe von 575 m ü. d. M. und hat eine Fläche von 0,56 km².